# Jessica Jewel
Jessica Jewel, född 17 oktober 1971 i Camarillo, är en amerikansk porrskådespelare. Sedan 1998 har hon medverkat i över 200 pornografiska filmer.. Bland hennes allra första filmer märks ett par av och med Max Hardcore som var mycket grova för sin tid.